# Fler/Diskografie
Diese Diskografie ist eine Übersicht über die musikalischen Werke des deutschen Rappers Fler. Den Schallplattenauszeichnungen zufolge hat er bisher mehr als 170.000 Tonträger verkauft. Seine erfolgreichste Veröffentlichung ist die Single NDW 2005 mit über 100.000 verkauften Einheiten.

## Alben

### Studioalben
| Jahr | Titel                          | Höchstplatzierung, Gesamtwochen, AuszeichnungChartplatzierungen (Jahr, Titel, Platzierungen, Wochen, Auszeichnungen, Anmerkungen) | Höchstplatzierung, Gesamtwochen, AuszeichnungChartplatzierungen (Jahr, Titel, Platzierungen, Wochen, Auszeichnungen, Anmerkungen) | Höchstplatzierung, Gesamtwochen, AuszeichnungChartplatzierungen (Jahr, Titel, Platzierungen, Wochen, Auszeichnungen, Anmerkungen) | Anmerkungen                                               |
| Jahr | Titel                          | DE | AT | CH | Anmerkungen                                               |
| ---- | ------------------------------ | --- | --- | --- | --------------------------------------------------------- |
| 2005 | Neue Deutsche Welle            | DE5 (16 Wo.)DE | AT28 (8 Wo.)AT | CH68 (1 Wo.)CH | Erstveröffentlichung: 2. Mai 2005                         |
| 2006 | Trendsetter                    | DE4 (11 Wo.)DE | AT21 (7 Wo.)AT | CH44 (2 Wo.)CH | Erstveröffentlichung: 23. Juni 2006 Verkäufe: + 30.000    |
| 2008 | Fremd im eigenen Land          | DE7 (6 Wo.)DE | AT17 (4 Wo.)AT | CH25 (4 Wo.)CH | Erstveröffentlichung: 25. Januar 2008 Verkäufe: + 20.000  |
| 2009 | Fler                           | DE10 (6 Wo.)DE | AT14 (6 Wo.)AT | CH36 (5 Wo.)CH | Erstveröffentlichung: 27. März 2009 Verkäufe: + 20.000    |
| 2010 | Flersguterjunge                | DE4 (4 Wo.)DE | AT8 (2 Wo.)AT | CH12 (3 Wo.)CH | Erstveröffentlichung: 11. Juni 2010                       |
| 2011 | Airmax Muzik II                | DE6 (5 Wo.)DE | AT7 (4 Wo.)AT | CH9 (4 Wo.)CH | Erstveröffentlichung: 8. April 2011                       |
| 2011 | Im Bus ganz hinten             | DE3 (5 Wo.)DE | AT9 (4 Wo.)AT | CH7 (5 Wo.)CH | Erstveröffentlichung: 16. September 2011                  |
| 2012 | Hinter blauen Augen            | DE3 (2 Wo.)DE | AT10 (2 Wo.)AT | CH11 (2 Wo.)CH | Erstveröffentlichung: 2. November 2012                    |
| 2013 | Blaues Blut                    | DE3 (3 Wo.)DE | AT5 (3 Wo.)AT | CH7 (3 Wo.)CH | Erstveröffentlichung: 19. April 2013                      |
| 2014 | Neue Deutsche Welle 2          | DE2 (4 Wo.)DE | AT6 (2 Wo.)AT | CH3 (4 Wo.)CH | Erstveröffentlichung: 5. September 2014                   |
| 2015 | Keiner kommt klar mit mir      | DE1 (4 Wo.)DE | AT4 (3 Wo.)AT | CH3 (4 Wo.)CH | Erstveröffentlichung: 6. Februar 2015; als Frank White    |
| 2015 | Weil die Straße nicht vergisst | DE2 (4 Wo.)DE | AT5 (3 Wo.)AT | CH5 (4 Wo.)CH | Erstveröffentlichung: 11. September 2015; als Frank White |
| 2016 | Vibe                           | DE1 (5 Wo.)DE | AT1 (4 Wo.)AT | CH1 (5 Wo.)CH | Erstveröffentlichung: 26. August 2016 über Apple Music    |
| 2018 | Flizzy                         | DE4 (5 Wo.)DE | AT2 (3 Wo.)AT | CH3 (3 Wo.)CH | Erstveröffentlichung: 23. März 2018                       |
| 2019 | Colucci                        | DE1 (7 Wo.)DE | AT2 (3 Wo.)AT | CH3 (4 Wo.)CH | Erstveröffentlichung: 29. März 2019                       |
| 2020 | Atlantis                       | DE1 (5 Wo.)DE | AT3 (4 Wo.)AT | CH5 (4 Wo.)CH | Erstveröffentlichung: 20. März 2020                       |
| 2021 | Widder                         | DE1 (4 Wo.)DE | AT2 (2 Wo.)AT | CH3 (2 Wo.)CH | Erstveröffentlichung: 26. März 2021                       |

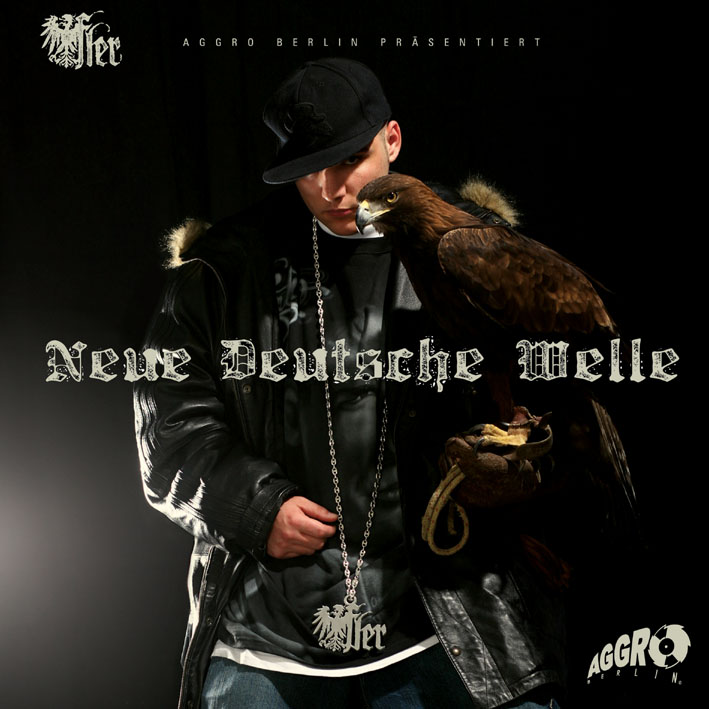
Neue Deutsche Welle
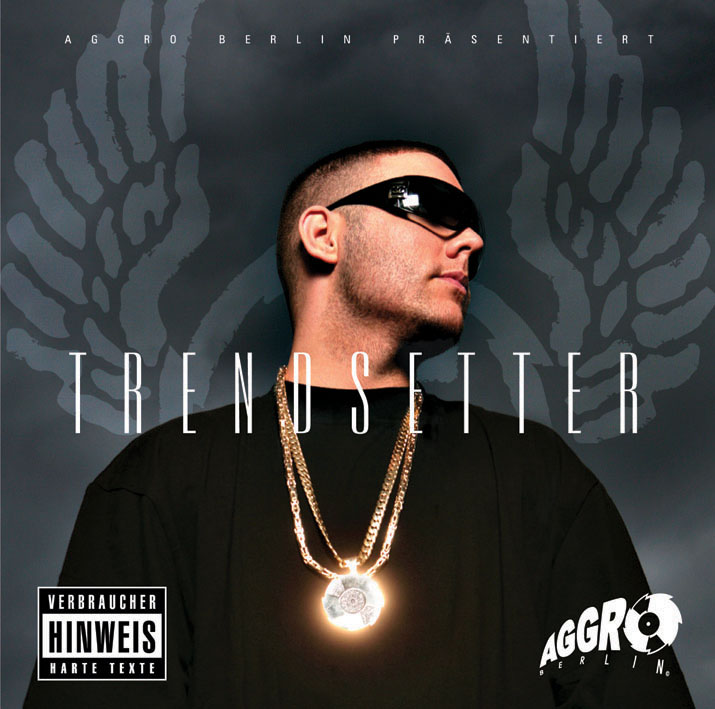
Trendsetter
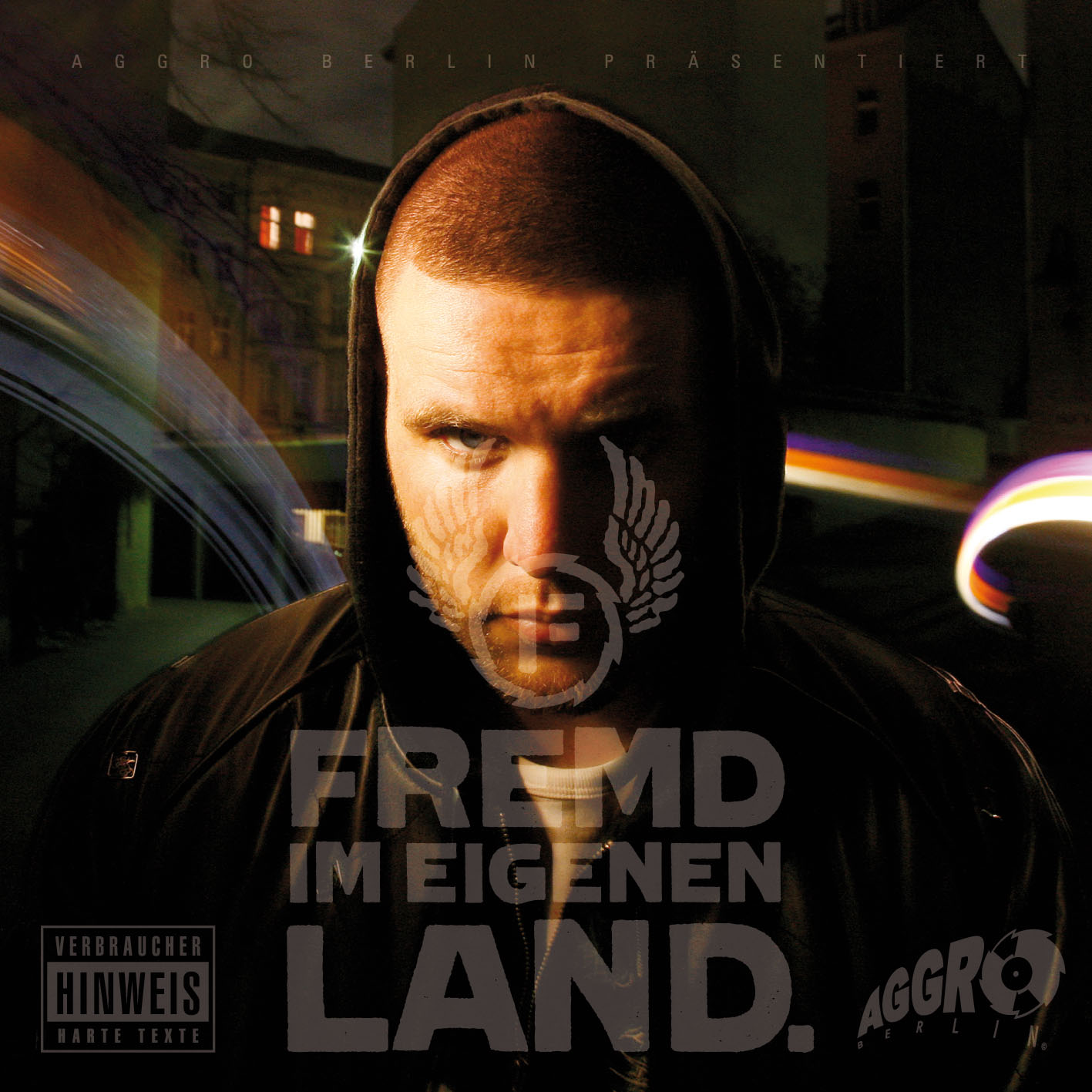
Fremd im eigenen Land
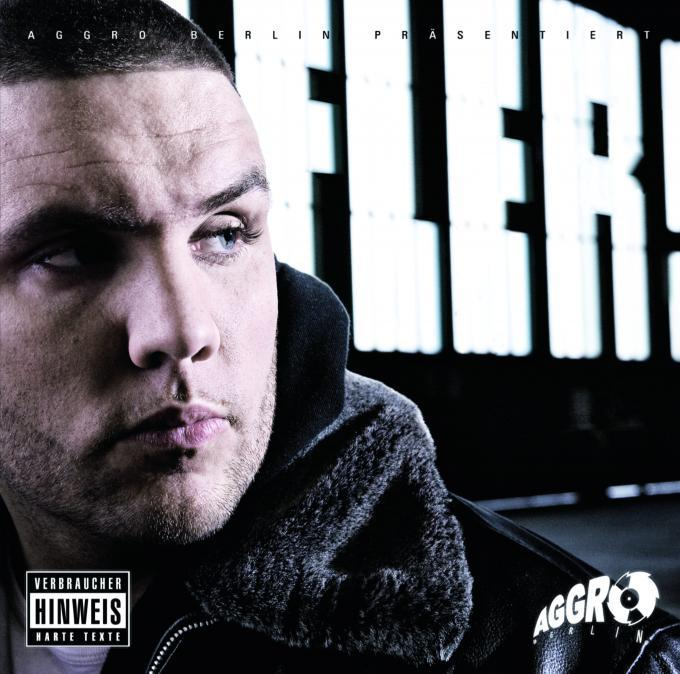
Fler

### Kollaboalben
| Jahr | Titel                    | Höchstplatzierung, Gesamtwochen, AuszeichnungChartplatzierungen (Jahr, Titel, Platzierungen, Wochen, Auszeichnungen, Anmerkungen) | Höchstplatzierung, Gesamtwochen, AuszeichnungChartplatzierungen (Jahr, Titel, Platzierungen, Wochen, Auszeichnungen, Anmerkungen) | Höchstplatzierung, Gesamtwochen, AuszeichnungChartplatzierungen (Jahr, Titel, Platzierungen, Wochen, Auszeichnungen, Anmerkungen) | Anmerkungen                                                                          |
| Jahr | Titel                    | DE | AT | CH | Anmerkungen                                                                          |
| ---- | ------------------------ | --- | --- | --- | ------------------------------------------------------------------------------------ |
| 2002 | Carlo Cokxxx Nutten      | — | — | — | Erstveröffentlichung: 21. Oktober 2002 als Frank White mit Sonny Black               |
| 2008 | Südberlin Maskulin       | DE22 (3 Wo.)DE | — | CH81 (1 Wo.)CH | Erstveröffentlichung: 29. August 2008 als Frank White mit Silla                      |
| 2009 | Carlo Cokxxx Nutten 2    | DE3 (6 Wo.)DE | AT5 (5 Wo.)AT | CH9 (7 Wo.)CH | Erstveröffentlichung: 11. September 2009 als Frank White mit Sonny Black             |
| 2010 | Berlins Most Wanted      | DE2 (7 Wo.)DE | AT3 (4 Wo.)AT | CH3 (5 Wo.)CH | Erstveröffentlichung: 22. Oktober 2010 als Berlins Most Wanted mit Bushido & Kay One |
| 2012 | Südberlin Maskulin II    | DE6 (3 Wo.)DE | AT11 (2 Wo.)AT | CH7 (3 Wo.)CH | Erstveröffentlichung: 9. März 2012 mit Silla                                         |
| 2017 | Epic                     | DE1 (6 Wo.)DE | AT3 (2 Wo.)AT | CH1 (3 Wo.)CH | Erstveröffentlichung: 30. Juni 2017 mit Jalil                                        |
| 2022 | Cancel Culture Nightmare | DE3 (4 Wo.)DE | AT22 (1 Wo.)AT | CH5 (2 Wo.)CH | Erstveröffentlichung: 28. Januar 2022 als Frank White mit Sultan Hengzt              |
| 2023 | Welle Vol. 1             | DE17 (1 Wo.)DE | — | CH73 (1 Wo.)CH | Erstveröffentlichung: 5. Mai 2023 mit Hengzt & Rosa                                  |
| 2025 | 5                        | DE4 (1 Wo.)DE | AT70 (1 Wo.)AT | CH19 (1 Wo.)CH | Erstveröffentlichung: 7. März 2025 als Frank White mit Saad                          |

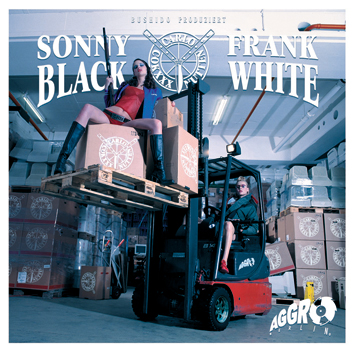
Carlo Cokxxx Nutten
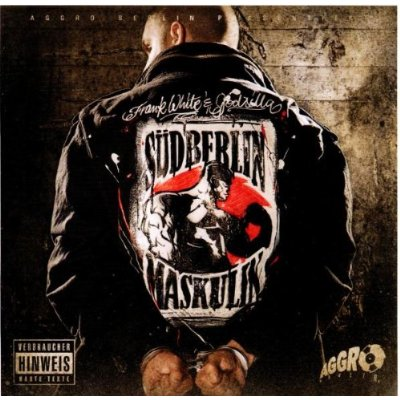
Südberlin Maskulin

### Kompilationen
| Jahr | Titel                          | Höchstplatzierung, Gesamtwochen, AuszeichnungChartplatzierungen (Jahr, Titel, Platzierungen, Wochen, Auszeichnungen, Anmerkungen) | Höchstplatzierung, Gesamtwochen, AuszeichnungChartplatzierungen (Jahr, Titel, Platzierungen, Wochen, Auszeichnungen, Anmerkungen) | Höchstplatzierung, Gesamtwochen, AuszeichnungChartplatzierungen (Jahr, Titel, Platzierungen, Wochen, Auszeichnungen, Anmerkungen) | Anmerkungen                            |
| Jahr | Titel                          | DE | AT | CH | Anmerkungen                            |
| ---- | ------------------------------ | --- | --- | --- | -------------------------------------- |
| 2015 | Der Staat gegen Patrick Decker | DE10 (2 Wo.)DE | AT26 (1 Wo.)AT | CH14 (2 Wo.)CH | Erstveröffentlichung: 4. Dezember 2015 |

### Mixtapes
| Jahr | Titel          | Höchstplatzierung, Gesamtwochen, AuszeichnungChartplatzierungen (Jahr, Titel, Platzierungen, Wochen, Auszeichnungen, Anmerkungen) | Höchstplatzierung, Gesamtwochen, AuszeichnungChartplatzierungen (Jahr, Titel, Platzierungen, Wochen, Auszeichnungen, Anmerkungen) | Höchstplatzierung, Gesamtwochen, AuszeichnungChartplatzierungen (Jahr, Titel, Platzierungen, Wochen, Auszeichnungen, Anmerkungen) | Anmerkungen |
| Jahr | Titel          | DE | AT | CH | Anmerkungen |
| ---- | -------------- | --- | --- | --- | --- |
| 2006 | F.L.E.R. 90210 | DE19 (7 Wo.)DE | — | — | Erstveröffentlichung: 13. Januar 2006 indiziert, wiederveröffentlicht am 13. Januar 2016 als „90210 Mixtape X“ ohne indizierte Songs |
| 2007 | Airmax Muzik   | DE13 (4 Wo.)DE | AT37 (2 Wo.)AT | — | Erstveröffentlichung: 2. Februar 2007 indiziert                                                                                      |

Weitere Mixtapes
- 2003: New Kidz on the Block (DJ Devin feat. Fler & Bushido)
- 2004: DJ Desue Mixtape Vol. 4 hosted by Fler (DJ Desue & Fler)
- 2007: Wir nehmen auch Euro (Fler präsentiert: DJ Sweap & DJ Pfund 500)
- 2007: Flermax Muzik (KissFM: Rap Mich Am A! Exclusives) Mixtape
- 2009: Glock in den Mund (Mixtape)

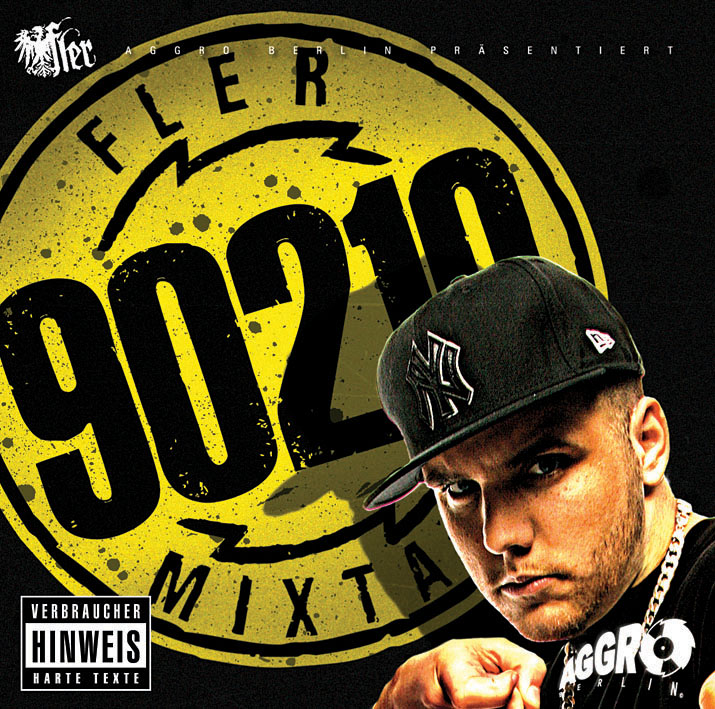
F.L.E.R. 90210
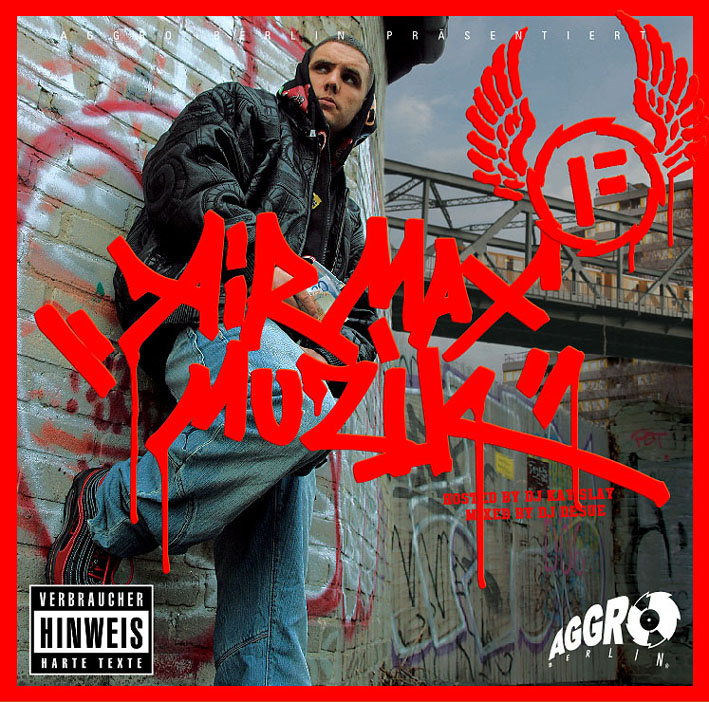
Airmax Muzik

### EPs
| Jahr | Titel            | Höchstplatzierung, Gesamtwochen, AuszeichnungChartplatzierungen (Jahr, Titel, Platzierungen, Wochen, Auszeichnungen, Anmerkungen) | Höchstplatzierung, Gesamtwochen, AuszeichnungChartplatzierungen (Jahr, Titel, Platzierungen, Wochen, Auszeichnungen, Anmerkungen) | Höchstplatzierung, Gesamtwochen, AuszeichnungChartplatzierungen (Jahr, Titel, Platzierungen, Wochen, Auszeichnungen, Anmerkungen) | Anmerkungen                                        |
| Jahr | Titel            | DE | AT | CH | Anmerkungen                                        |
| ---- | ---------------- | --- | --- | --- | -------------------------------------------------- |
| 2016 | Bewährung vorbei | DE11 (1 Wo.)DE | AT4 (1 Wo.)AT | CH6 (1 Wo.)CH | Erstveröffentlichung: 27. Mai 2016 als Frank White |

Weitere EPs
- 2018: Conor EP

## Singles

### Als Leadmusiker
| Jahr | Titel Album                                               | Höchstplatzierung, Gesamtwochen, AuszeichnungChartplatzierungen (Jahr, Titel, Album, Platzierungen, Wochen, Auszeichnungen, Anmerkungen) | Höchstplatzierung, Gesamtwochen, AuszeichnungChartplatzierungen (Jahr, Titel, Album, Platzierungen, Wochen, Auszeichnungen, Anmerkungen) | Höchstplatzierung, Gesamtwochen, AuszeichnungChartplatzierungen (Jahr, Titel, Album, Platzierungen, Wochen, Auszeichnungen, Anmerkungen) | Anmerkungen                                                                     |
| Jahr | Titel Album                                               | DE | AT | CH | Anmerkungen                                                                     |
| --- | --------------------------------------------------------- | --- | --- | --- | ------------------------------------------------------------------------------- |
| 2004 | AggroberlinA –                                            | DE59 (10 Wo.)DE | — | — | Erstveröffentlichung: 9. August 2004                                            |
| 2005 | NDW 2005 Neue Deutsche Welle                              | DE9 (17 Wo.)DE | AT19 (15 Wo.)AT | — | Erstveröffentlichung: 2. Mai 2005 Verkäufe: + 100.000                           |
| 2005 | Nach eigenen Regeln Neue Deutsche Welle (Premium-Edition) | DE22 (9 Wo.)DE | AT40 (9 Wo.)AT | — | Erstveröffentlichung: 21. Oktober 2005 feat. G-Hot                              |
| 2006 | Papa ist zurück Trendsetter                               | DE23 (9 Wo.)DE | AT32 (7 Wo.)AT | — | Erstveröffentlichung: 26. Mai 2006                                              |
| 2006 | Çüs Junge Trendsetter                                     | DE50 (7 Wo.)DE | AT75 (1 Wo.)AT | — | Erstveröffentlichung: 30. Juni 2006 feat. Muhabbet                              |
| 2008 | Deutscha Bad Boy Fremd im eigenen Land                    | DE16 (7 Wo.)DE | AT68 (1 Wo.)AT | — | Erstveröffentlichung: 11. Januar 2008                                           |
| 2008 | Warum bist Du so? Fremd im eigenen Land                   | DE61 (3 Wo.)DE | — | — | Erstveröffentlichung: 29. Februar 2008                                          |
| 2009 | Check mich aus Fler                                       | DE74 (3 Wo.)DE | — | — | Erstveröffentlichung: 20. März 2009                                             |
| 2009 | Ich sing nicht mehr für dich Fler                         | DE33 (9 Wo.)DE | — | — | Erstveröffentlichung: 10. April 2009 feat. Doreen                               |
| 2009 | Eine Chance/Zu Gangsta Carlo Cokxxx Nutten 2              | DE26 (7 Wo.)DE | AT26 (3 Wo.)AT | — | Erstveröffentlichung: 28. August 2009 mit Bushido alias Sonny Black             |
| 2010 | Das alles ist Deutschland Flersguterjunge                 | DE28 (5 Wo.)DE | — | — | Erstveröffentlichung: 4. Juni 2010 feat. Bushido und Sebastian Krumbiegel       |
| 2010 | Berlins Most Wanted                                       | DE31 (3 Wo.)DE | AT57 (2 Wo.)AT | — | Erstveröffentlichung: 8. Oktober 2010 mit Bushido und Kay One                   |
| 2011 | Nie an mich geglaubt Airmax Muzik II                      | DE64 (1 Wo.)DE | — | — | Erstveröffentlichung: 11. Februar 2011                                          |
| 2011 | Minutentakt Airmax Muzik II                               | DE60 (1 Wo.)DE | — | — | Erstveröffentlichung: 25. März 2011                                             |
| 2011 | Spiegelbild Im Bus ganz hinten                            | DE38 (1 Wo.)DE | AT73 (1 Wo.)AT | — | Erstveröffentlichung: 2. September 2011                                         |
| 2012 | Bleib wach Südberlin Maskulin II                          | DE79 (1 Wo.)DE | — | — | Erstveröffentlichung: 24. Februar 2012 mit Silla                                |
| 2012 | Nummer 1 Hinter blauen Augen                              | DE92 (1 Wo.)DE | — | — | Erstveröffentlichung: 21. September 2012                                        |
| 2013 | Barack Osama Blaues Blut                                  | DE68 (1 Wo.)DE | — | — | Erstveröffentlichung: 8. Februar 2013                                           |
| 2014 | Stabiler Deutscher Neue Deutsche Welle 2                  | DE82 (1 Wo.)DE | — | — | Erstveröffentlichung: 4. April 2014                                             |
| 2016 | Du hast den schönsten Arsch der Welt Vibe                 | DE93 (1 Wo.)DE | — | — | Erstveröffentlichung: 12. August 2016                                           |
| 2017 | Predigt Epic (Premium-Edition)                            | DE76 (1 Wo.)DE | AT72 (1 Wo.)AT | CH93 (1 Wo.)CH | Erstveröffentlichung: 10. Februar 2017 mit Jalil                                |
| 2017 | Tag eins Flizzy (Premium-Edition)                         | DE90 (1 Wo.)DE | — | — | Erstveröffentlichung: 17. November 2017 feat. Remoe                             |
| 2018 | AMG Flizzy                                                | DE19 (3 Wo.)DE | AT32 (1 Wo.)AT | CH42 (1 Wo.)CH | 12. Januar 2018 feat. Farid Bang                                                |
| 2018 | Big Dreams Flizzy                                         | DE67 (1 Wo.)DE | — | — | Erstveröffentlichung: 2. Februar 2018 feat. Rick Ross                           |
| 2018 | Pfirsich Flizzy                                           | DE95 (1 Wo.)DE | — | — | Erstveröffentlichung: 9. März 2018                                              |
| 2018 | Keinen wie mich Colucci                                   | DE38 (1 Wo.)DE | AT63 (1 Wo.)AT | CH73 (1 Wo.)CH | Erstveröffentlichung: 26. Oktober 2018                                          |
| 2018 | Gänsehaut Conor EP / Colucci                              | DE70 (1 Wo.)DE | — | — | Erstveröffentlichung: 23. November 2018 feat. Mosenu                            |
| 2019 | Sex Money Murder Colucci                                  | DE75 (1 Wo.)DE | — | — | Erstveröffentlichung: 1. Februar 2019 feat. Mosenu                              |
| 2019 | Shirinbae Atlantis                                        | DE45 (2 Wo.)DE | — | — | Erstveröffentlichung: 19. August 2019                                           |
| 2019 | Keiner kann was machen –                                  | DE86 (1 Wo.)DE | — | — | Erstveröffentlichung: 4. Oktober 2019                                           |
| 2019 | Fame Atlantis                                             | DE66 (1 Wo.)DE | — | — | Erstveröffentlichung: 25. Oktober 2019                                          |
| 2019 | Noname Atlantis                                           | DE80 (1 Wo.)DE | — | — | Erstveröffentlichung: 22. November 2019 Disstrack gegen Bushido                 |
| 2020 | Grind Atlantis                                            | DE39 (2 Wo.)DE | AT74 (1 Wo.)AT | CH88 (1 Wo.)CH | Erstveröffentlichung: 14. Februar 2020                                          |
| 2020 | Lost Atlantis                                             | DE36 (2 Wo.)DE | — | — | Erstveröffentlichung: 13. März 2020 feat. Sido                                  |
| 2020 | Light Up the Night/Modelface/Jo-Jo Widder                 | DE83 (2 Wo.)DE | — | — | Erstveröffentlichung: 28. August 2020                                           |
| 2021 | Sie weiß wie Widder                                       | DE64 (1 Wo.)DE | — | — | Erstveröffentlichung: 14. Januar 2021                                           |
| 2021 | Baby Jesus Widder                                         | DE— aDE | — | — | Erstveröffentlichung: 11. Februar 2021                                          |
| 2021 | Horoskop Widder                                           | DE— bDE | — | — | Erstveröffentlichung: 12. März 2021                                             |
| 2021 | Underclass Cancel Culture Nightmare                       | DE79 (1 Wo.)DE | — | — | Erstveröffentlichung: 3. September 2021 als Frank White mit Sultan Hengzt       |
| 2021 | Sternklare Nacht Cancel Culture Nightmare                 | DE— cDE | — | — | Erstveröffentlichung: 7. Oktober 2021 als Frank White mit Sultan Hengzt         |
| 2022 | Kein Star Cancel Culture Nightmare                        | DE— dDE | — | — | Erstveröffentlichung: 13. Januar 2022 als Frank White mit Sultan Hengzt         |
| Folgende Lieder erschienen nicht als Single, wurden aber durch das Album zum Download und Streaming bereitgestellt und konnten somit eine Platzierung erlangen: |                                                           | | | |                                                                                 |
| |                                                           | | | |                                                                                 |
| 2018 | Flizzy                                                    | DE65 (1 Wo.)DE | — | CH95 (1 Wo.)CH | Charteinstieg: 30. März 2018                                                    |
| 2019 | Respektlose Jungs Colucci                                 | DE65 (1 Wo.)DE | — | — | Charteinstieg: 5. April 2019 feat. Farid Bang                                   |
| 2021 | Eines Tages Widder                                        | DE70 (1 Wo.)DE | — | — | Charteinstieg: 2. April 2021 feat. Sido, Bass Sultan Hengzt und Cassandra Steen |

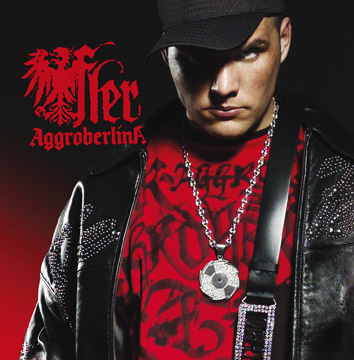
AggroberlinA
NDW 2005
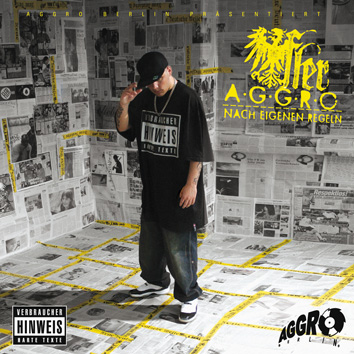
Nach eigenen Regeln
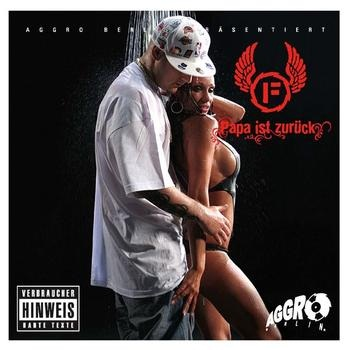
Papa ist zurück
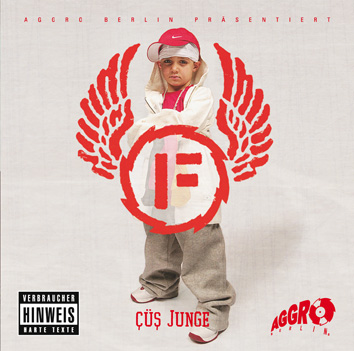
Cüs Junge

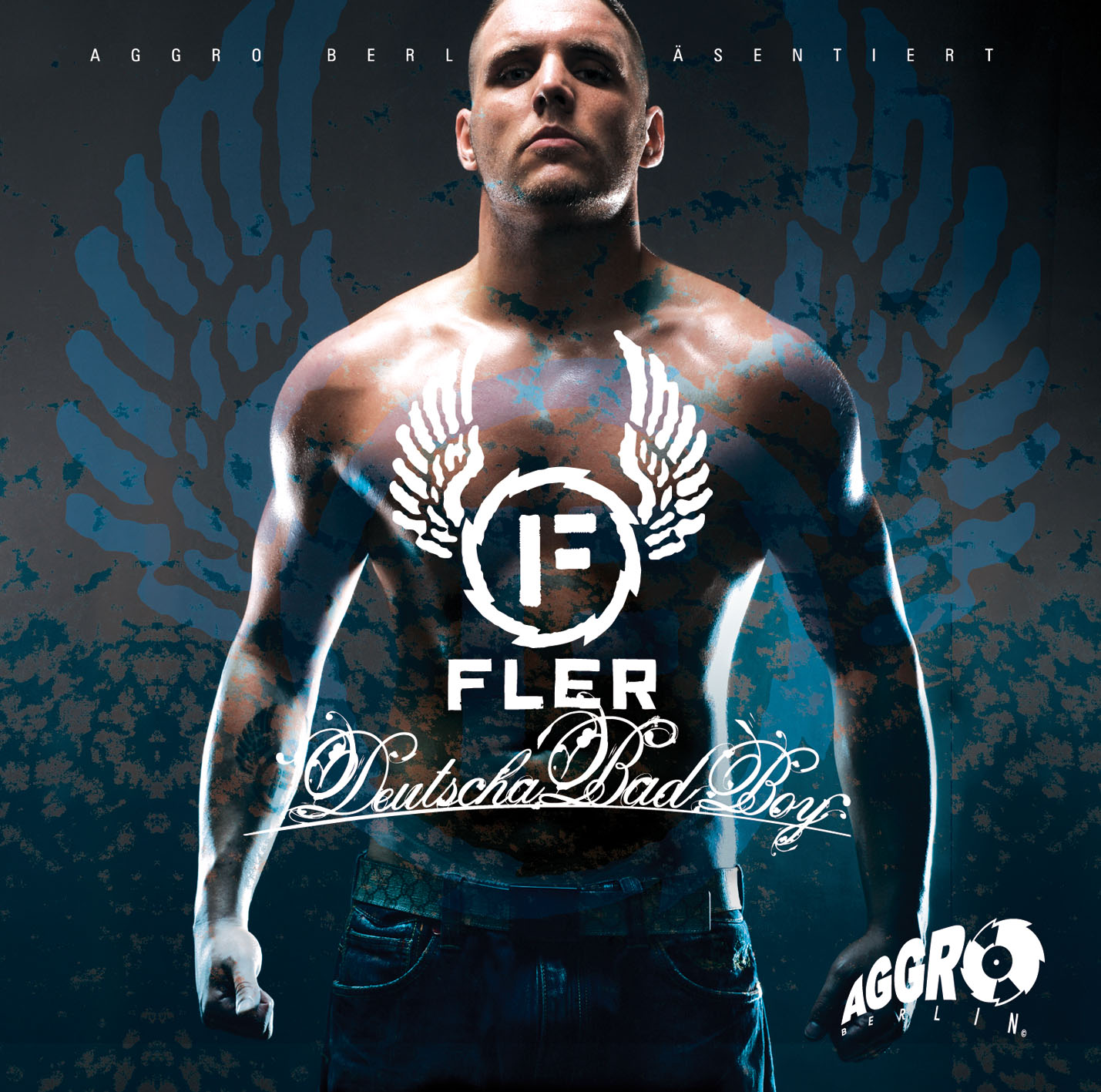
Deutscha Badboy
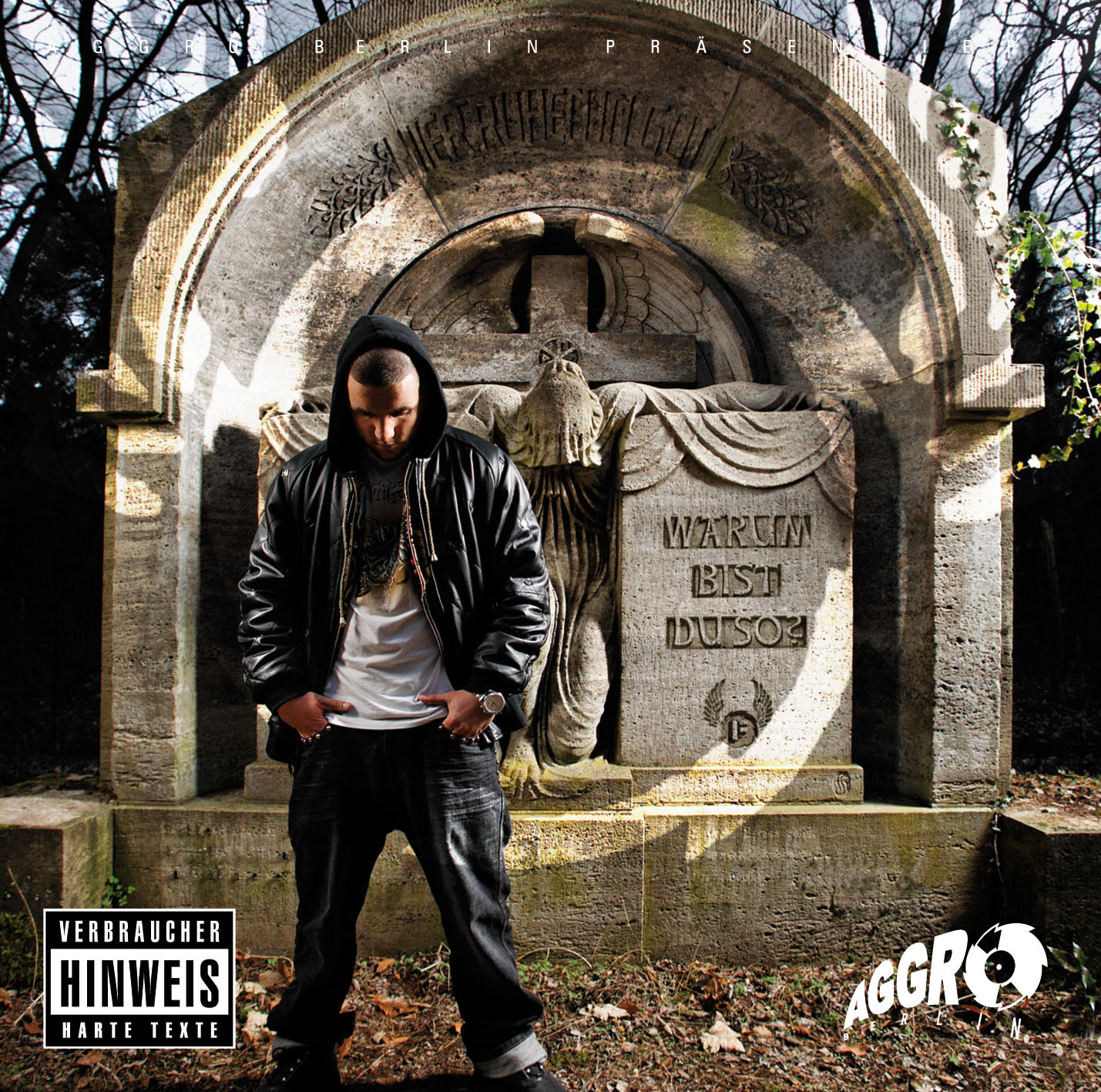
Warum bist du so
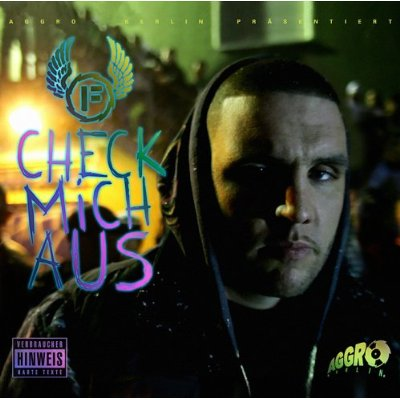
Check mich aus
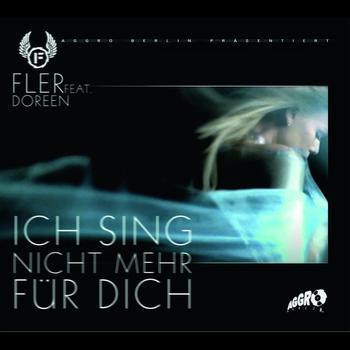
Ich sing’ nicht mehr für dich

Weitere Singles
| - 2008: Ich bin ein Rapper (mit Godsilla) - 2010: Schwer erziehbar 2010 - 2011: Polosport Massenmord (feat. MoTrip und Silla) - 2011: Zeichen (feat. Moe Mitchell) - 2012: Hinter blauen Augen - 2012: Nimm mich wie ich bin - 2013: Pheromone - 2014: Hipster Hass - 2014: Schutzengel - 2015: Straßenstaub - 2016: Unterwegs (feat. Sentino) - 2016: Lifestyle der Armen und Gefährlichen - 2016: Junge aus der City - 2016: Sollte so sein (mit Jalil feat. Mortel) - 2017: Makellos (mit Jalil) - 2017: Slowmotion (mit Jalil) - 2017: Paradies (mit Jalil) - 2017: Hype (mit Jalil) - 2017: Highlevel Ignoranz - 2018: Late Check-Out | - 2018: Dieser Boy - 2019: Drip - 2019: Stress ohne Grund 2019 - 2019: Fanboy (feat. Bass Sultan Hengzt) - 2021: Mondlicht (als Frank White mit Sultan Hengzt) - 2021: Director’s Cut (als Frank White mit Sultan Hengzt) - 2022: GMR (mit Rosa) - 2022: Oh Boy - 2022: Dämonen (mit Sierra Kidd) - 2022: Immer noch Aggro - 2022: Wie der Wind (feat. Adel Tawil und Rosa) - 2023: Deutscha Badboy 2023 - 2023: Teure Narben - 2023: Represent (feat. Juicy J) - 2023: Von jedem der Feind - 2023: 1000 und 1 Nacht (Zoom) - 2024: Lichtermeer (als Frank White mit Saad) - 2024: Nie wie sie (als Frank White mit Saad) - 2024: Sag meinen Namen (als Frank White mit Saad) - 2025: Carlo Gangster Lifestyle (als Frank White mit Saad) |

### Als Gastmusiker
| Jahr | Titel Album                             | Höchstplatzierung, Gesamtwochen, AuszeichnungChartplatzierungen (Jahr, Titel, Album, Platzierungen, Wochen, Auszeichnungen, Anmerkungen) | Höchstplatzierung, Gesamtwochen, AuszeichnungChartplatzierungen (Jahr, Titel, Album, Platzierungen, Wochen, Auszeichnungen, Anmerkungen) | Höchstplatzierung, Gesamtwochen, AuszeichnungChartplatzierungen (Jahr, Titel, Album, Platzierungen, Wochen, Auszeichnungen, Anmerkungen) | Anmerkungen                                                                            |
| Jahr | Titel Album                             | DE | AT | CH | Anmerkungen                                                                            |
| --- | --------------------------------------- | --- | --- | --- | -------------------------------------------------------------------------------------- |
| 2005 | Jump, Jump (DJ Tomekk kommt) Numma Eyns | DE3 (16 Wo.)DE | AT17 (16 Wo.)AT | CH25 (9 Wo.)CH | Erstveröffentlichung: 3. Juli 2005 DJ Tomekk feat. Fler und G-Hot                      |
| 2019 | Kugelsicherer Jugendlicher              | DE80 (1 Wo.)DE | — | — | Erstveröffentlichung: 1. März 2019 Play69 feat. Fler und Farid Bang                    |
| 2019 | Bundesweit King Kong                    | DE83 (1 Wo.)DE | — | — | Erstveröffentlichung: 10. Mai 2019 King Khalil feat. Fler                              |
| 2020 | Public Enemies Genkidama                | DE12 (3 Wo.)DE | AT19 (2 Wo.)AT | CH27 (1 Wo.)CH | Erstveröffentlichung: 7. Februar 2020 Farid Bang feat. Fler und Kollegah               |
| 2020 | Olajuwon Super Genkidama                | DE59 (1 Wo.)DE | — | — | Erstveröffentlichung: 31. Juli 2020 Farid Bang feat. Bass Sultan Hengzt, Sipo und Fler |
| 2020 | Casablanca Cortado                      | DE82 (1 Wo.)DE | — | — | Erstveröffentlichung: 11. September 2020 Dú Maroc feat. Haftbefehl und Fler            |
| 2020 | Million Dollar A$$ Eure Mami            | DE3 (3 Wo.)DE | AT39 (1 Wo.)AT | CH73 (1 Wo.)CH | Erstveröffentlichung: 23. Oktober 2020 Katja Krasavice feat. Fler                      |
| Folgende Lieder erschienen nicht als Single, wurden aber durch das Album zum Download und Streaming bereitgestellt und konnten somit eine Platzierung erlangen: |                                         | | | |                                                                                        |
| |                                         | | | |                                                                                        |
| 2017 | CCNDNA Black Friday                     | DE43 (1 Wo.)DE | AT54 (1 Wo.)AT | CH31 (1 Wo.)CH | Charteinstieg: 16. Juni 2017 Bushido feat. Fler                                        |

## Promoveröffentlichungen
Promo-Singles
- 2011: Deutschland deine Stars
- 2011: Spiegelbild (Remix) (mit G-Hot, Silla und MoTrip)
- 2012: Nummer Eins (Remix)
- 2013: Biggest Boss
- 2013: Meine Farbe
- 2013: Safari (mit Silla & Jihad)
- 2013: masQ (mit Silla & Animus)
- 2014: Junge mit Charakter
- 2014: Gangster-Rap 2.0 (mit Silla)
- 2014: Kein Gold (mit G-Hot)
- 2014: Businessman (mit G-Hot)
- 2014: Du Kek
- 2014: Das Leben ist kein Internet
- 2014: Der Asphalt glänzt
- 2015: Mit dem BMW Pt. 2 (mit Shindy)
- 2015: Pallas
- 2015: Basstuning / Bordsteinfressen
- 2015: Bild im Zement (mit Kurdo)
- 2015: Zur selben Zeit (mit Jalil)
- 2016: Infrared

## Videoalben und Musikvideos

### Videoalben
| Jahr | Titel                  |
| ---- | ---------------------- |
| 2006 | Trendsetter DVD        |
| 2008 | Südberlin Maskulin DVD |

Weitere Videoalben
- 2009: Carlo Cokxxx Nutten 2
- 2010: Berlins Most Wanted
- 2011: Airmax Muzik II
- 2012: Hinter blauen Augen
- 2015: Weil die Straße nicht vergisst

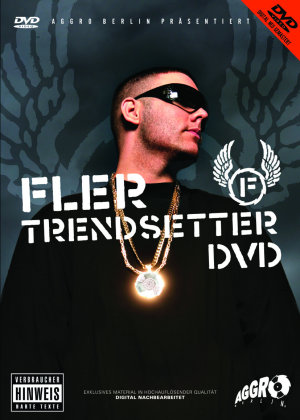
Trendsetter
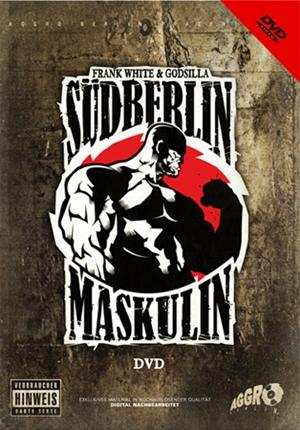
Südberlin Maskulin

### Musikvideos
| Jahr | Titel                                | Künstler                                        | Anmerkungen                                      |
| ---- | ------------------------------------ | ----------------------------------------------- | ------------------------------------------------ |
| 2004 | AggroberlinA                         | Fler                                            |                                                  |
| 2004 | Aggro Ansage Nr. 4                   | Fler, Sido, B-Tight                             | Splitvideo                                       |
| 2005 | Neue Deutsche Welle 2005             | Fler                                            |                                                  |
| 2005 | Jump Jump (DJ Tomekk kommt)          | Fler, G-Hot, DJ Tomekk                          |                                                  |
| 2005 | Nach Eigenen Regeln                  | Fler, G-Hot                                     |                                                  |
| 2006 | AggroberlinA 2006                    | Fler                                            |                                                  |
| 2006 | Papa ist zurück                      | Fler                                            |                                                  |
| 2006 | Çüs Junge                            | Fler, Muhabbet                                  |                                                  |
| 2006 | Wir bleiben stehen                   | Fler, Shizoe                                    |                                                  |
| 2006 | Der Chef (Clip & Klar)               | Fler                                            |                                                  |
| 2006 | G-Hot hat es geschafft               | G-Hot, Fler                                     |                                                  |
| 2007 | Mein Sound                           | Fler                                            |                                                  |
| 2007 | Was ist Beef?                        | Fler, Sido, Alpa Gun                            |                                                  |
| 2007 | Das ist los!                         | Fler, Alpa Gun, Bass Sultan Hengzt              |                                                  |
| 2008 | Deutscha Bad Boy                     | Fler                                            |                                                  |
| 2008 | Warum bist Du so?                    | Fler                                            |                                                  |
| 2008 | Wenn der Beat nicht mehr läuft       | Frank White, Godsilla                           |                                                  |
| 2008 | Ich bin ein Rapper                   | Frank White, Godsilla                           |                                                  |
| 2008 | Unser Zeit                           | Frank White, Godsilla                           |                                                  |
| 2008 | Aggro Anti Ansage Nr. 8              | Fler, Sido, Kitty Kat, Tony D, B-Tight          | Splitvideo                                       |
| 2009 | Check mich aus                       | Fler                                            |                                                  |
| 2009 | Ich sing nicht mehr für dich         | Fler, Doreen                                    |                                                  |
| 2009 | Gangsta Rapper                       | Fler, Godsilla, Reason                          |                                                  |
| 2009 | Eine Chance / Zu Gangsta             | Frank White, Sonny Black                        | Splitvideo                                       |
| 2009 | SIDM                                 | Reason, Fler                                    | exklusiv über Flers YouTube-Kanal veröffentlicht |
| 2010 | 2010: Mit dem BMW / Flersguterjunge  | Fler, Bushido                                   | Splitvideo                                       |
| 2010 | Das ist alles Deutschland            | Fler, Bushido                                   |                                                  |
| 2010 | Erst Ghetto, dann Promi              | Fler                                            | 16bars.de Exclusive/Sido Disstrack               |
| 2010 | Schwer erziehbar 2010                | Fler                                            |                                                  |
| 2010 | Berlins Most Wanted                  | Fler, Bushido, Kay One                          |                                                  |
| 2010 | Weg eines Kriegers                   | Fler, Bushido, Kay One                          |                                                  |
| 2011 | Nie an mich geglaubt                 | Fler                                            |                                                  |
| 2011 | Minutentakt                          | Fler                                            |                                                  |
| 2011 | Airmax                               | Fler                                            |                                                  |
| 2011 | Polosport Massenmord                 | Fler, MoTrip                                    |                                                  |
| 2011 | Die Welt dreht sich                  | Fler, MoTrip. DJ Sweap / DJ Pfund 500           |                                                  |
| 2011 | Spiegelbild                          | Fler                                            |                                                  |
| 2011 | Zeichen                              | Fler, Moe Mitchell                              |                                                  |
| 2011 | Dirty White Boy                      | Fler                                            |                                                  |
| 2011 | Geldregen/Immer noch kein Fan davon  | Fler, Silla, MoTrip                             |                                                  |
| 2012 | Pitbull                              | Fler, Silla, Tsunami                            |                                                  |
| 2012 | Die Straße lässt nicht los           | Fler, MC Bogy                                   |                                                  |
| 2012 | Nice                                 | Fler, Silla                                     |                                                  |
| 2012 | Charlie Sheen                        | Fler, Silla                                     |                                                  |
| 2012 | Nummer eins                          | Fler                                            |                                                  |
| 2012 | Hinter blauen Augen                  | Fler                                            |                                                  |
| 2012 | La Vida Loca                         | Fler                                            |                                                  |
| 2012 | Du bist es wert                      | Fler, Silla, Moe Mitchel                        |                                                  |
| 2013 | Barack Osama                         | Fler                                            |                                                  |
| 2013 | Pheromone                            | Fler                                            |                                                  |
| 2013 | Echte Männer                         | Fler                                            |                                                  |
| 2013 | Chrome                               | Fler                                            |                                                  |
| 2013 | High Heels                           | Fler, Jihad, Animus                             |                                                  |
| 2014 | Stabiler Deutscher                   | Fler                                            |                                                  |
| 2014 | Hipster Hass                         | Fler                                            |                                                  |
| 2014 | Level                                | Fler                                            |                                                  |
| 2014 | Schutzengel                          | Fler                                            |                                                  |
| 2015 | Alles fake                           | Frank White                                     |                                                  |
| 2015 | Badewiese Pt. 2                      | Frank White                                     |                                                  |
| 2015 | Basstuning/Bordsteinfressen          | Frank White                                     |                                                  |
| 2015 | Straßenstaub                         | Frank White                                     |                                                  |
| 2015 | Zur selben Zeit                      | Fler, Jalil                                     |                                                  |
| 2015 | Airsystem                            | Fler, Jalil                                     |                                                  |
| 2016 | Unterwegs                            | Fler, Sentino                                   |                                                  |
| 2016 | Lifestyle der Armen und Gefährlichen | Fler                                            |                                                  |
| 2016 | Junge aus der City                   | Fler                                            |                                                  |
| 2016 | Du hast den schönsten Arsch der Welt | Fler                                            |                                                  |
| 2016 | Bewaffnet und Ready                  | Fler, Jalil                                     |                                                  |
| 2016 | Sollte so sein                       | Fler, Jalil, Mortel                             |                                                  |
| 2017 | Makellos                             | Fler, Jalil                                     |                                                  |
| 2017 | Slowmotion                           | Fler, Jalil                                     |                                                  |
| 2017 | Paradies                             | Fler, Jalil                                     |                                                  |
| 2017 | Gang für immer                       | Fler, Jalil, Remoe                              |                                                  |
| 2017 | Highlevel Ignoranz                   | Fler                                            |                                                  |
| 2018 | AMG                                  | Fler, Farid Bang                                |                                                  |
| 2018 | Pfirisch / Late Check-Out            | Fler                                            |                                                  |
| 2018 | 99DMS                                | Fler, Jalil, Remoe                              |                                                  |
| 2018 | Dieser Boy                           | Fler                                            |                                                  |
| 2018 | Keinen wie mich                      | Fler                                            |                                                  |
| 2018 | Gänsehaut                            | Fler, Mosenu                                    |                                                  |
| 2018 | Sex Money Murder                     | Fler, Mosenu                                    |                                                  |
| 2019 | Kugelsicherer Jugendlicher           | Fler, Play69, Farid Bang                        |                                                  |
| 2019 | Vermächtnis                          | Fler                                            |                                                  |
| 2019 | Bundesweit                           | Fler, King Khalil                               |                                                  |
| 2019 | Stress ohne Grund 2019               | Fler                                            |                                                  |
| 2019 | Fame                                 | Fler                                            |                                                  |
| 2020 | Public Enemies                       | Fler, Farid Bang, Kollegah                      |                                                  |
| 2020 | Grind                                | Fler                                            |                                                  |
| 2020 | Light Up the Night/Modelface/Jo-Jo   | Fler                                            |                                                  |
| 2020 | Million Dollar Ass                   | Fler, Katja Krasavice                           |                                                  |
| 2021 | Sie weiß wie                         | Fler                                            |                                                  |
| 2021 | Baby Jesus                           | Fler                                            |                                                  |
| 2021 | Horoskop                             | Fler                                            |                                                  |
| 2021 | Eines Tages                          | Fler, Sido, Bass Sultan Hengzt, Cassandra Steen |                                                  |
| 2021 | Underclass                           | Frank White, Bass Sultan Hengzt                 |                                                  |
| 2021 | Sternklare Nacht                     | Frank White, Bass Sultan Hengzt                 |                                                  |
| 2021 | Mondlicht                            | Frank White, Bass Sultan Hengzt                 |                                                  |
| 2022 | Kein Star                            | Frank White, Bass Sultan Hengzt                 |                                                  |
| 2022 | GMR                                  | Fler, Rosa                                      |                                                  |
| 2022 | Oh Boy                               | Fler                                            |                                                  |
| 2022 | Immer noch Aggro                     | Fler                                            |                                                  |
| 2022 | Wie der Wind                         | Fler, Adel Tawil, Rosa                          |                                                  |
| 2023 | Deutscha Bad Boy 2023                | Fler                                            |                                                  |
| 2023 | Wie ich bin                          | Fler                                            |                                                  |
| 2023 | 1000 und 1 Nacht (Zoom)              | Fler                                            |                                                  |
| 2024 | Keine Absicht                        | Fler                                            |                                                  |
| 2024 | Tövbe                                | Fler, 60Kilo                                    |                                                  |
| 2024 | Lichtermeer                          | Frank White, Saad                               |                                                  |
| 2024 | Nie wie sie                          | Frank White, Saad                               |                                                  |
| 2025 | Carlo Gangster Lifestyle             | Frank White, Saad                               |                                                  |

## Sonderveröffentlichungen

### Gastbeiträge
| - 2001: Hörst Du Mich? auf I Luv Money Sampler Vol. 1 - 2001: Kalter Krieg und Vack You! auf King of Kingz von Bushido - 2002: Cordon Sport Massenmord auf Aggro Ansage Nr. 1 von Aggro Berlin - 2002: Küche oder Bett auf Berlin bleibt hart von Orgi 69 und Bass Sultan Hengzt - 2002: Heavy Metal Payback und Zukunft (Electroghetto Remix) auf Aggro Ansage Nr. 2 von Aggro Berlin - 2003: Kugelsicher auf Gemein wie 10 (Single) von Bushido - 2003: Vaterland, Mein Revier, Asphalt, Zukunft, Dreckstück und Vom Bordstein bis zur Skyline auf Vom Bordstein bis zur Skyline von Bushido - 2004: Zum Teufel mit den Regeln auf Einblick 3 - 2005: Was willst du tun auf Entfachte Macht von VS Mafia - 2005: Jump, Jump (DJ Tomekk kommt) auf Numma Eyns von DJ Tomekk - 2005: Mein Konto auf Das Mixtape von MC Bogy - 2005: Willkommen in Berlin Remix und Abtörn Görl auf Rap City Berlin - 2005: So fresh so clean auf Heiße Ware von B-Tight & Tony D - 2005: Maxim ist King auf Maxim – Memorial Sampler - 2005: Geballte deutsche Power auf Geballte Atzen Power von MC Bogy - 2006: Heavy Metal Payback, Zukunft (Electroghetto Remix) und Champion auf Aggro Ansage Nr. 2X von Aggro Berlin - 2006: G-Hot hat es geschafft, A.G.G.R.O Mafia, Ja, Ja, Ja, Ja, Ja und Wer will jetzt Streit auf Aggrogant von G-Hot - 2006: Dumm fickt gut, Down und Goldkettentrend 2 auf Berliner Schnauze von Bass Sultan Hengzt - 2006: Ich kling wie was auf Badboys von MOK - 2006: Ghetto Beat und Identität auf Der neue Standard von Beathoavenz - 2006: Ghettostarz auf Nichts war umsonst von Don Tone - 2006: GZSZ auf Ich von Sido - 2007: Was ich mach auf Auferstanden aus Ruinen von Joe Rilla - 2007: Keiner kann was machen auf Ghetto Romantik von B-Tight - 2007: Ein Fick ist ein Fick auf Dr. Sex von Frauenarzt - 2007: Straßenmukke Remix und Alle für einen auf Hustler von MOK - 2007: Wo sind die Ladies hin auf Ein Level weiter von Greckoe - 2007: Sags ins Gesicht auf Krieg in Berlin von Manny Marc - 2007: Straßenmukke auf Straßenmukke von MOK - 2007: Outro und Ärgermann auf Totalschaden von Tony D - 2007: Spielverderber auf Neger Neger von B-Tight - 2007: Mein Sound, Gangster salutieren, Ein neuer Tag und Wir ändern uns nie auf Wir nehmen auch Euro von DJ Sweap & Pfund 500 - 2008: Deutschrap 2008 auf Manisch depressiv von Woroc & Dissput - 2008: Disswut (Remix) auf Anders als du von Dissput - 2008: Unser Leben und Aggrokalypse auf Ich und meine Maske von Sido | - 2008: Grau auf Geschichten die das Leben schreibt von Manuellsen - 2008: Die Welt ist nicht genug auf Feiern mit den Pleitegeiern von Frauenarzt & Manny Marc - 2009: Tag ein Tag aus auf Amnezia von Nyze - 2009: Egoist auf Illegal von Automatikk - 2010: Hör mal wer da hämmert auf Artkore von RAF Camora & Nazar - 2010: Airmax auf Beton, Battle on the Rockz und Mit dem BMW auf Zeiten ändern dich von Bushido - 2010: Deine Zeit kommt auf Kenneth allein zu Haus von Kay One - 2010: Wo kommst du her? auf Halbblut von El-Mo - 2010: Homie, SIDM, Cypher, Die Bombe und Maskulin ist im Gebäude auf Weiße Jungs bringens nicht von Reason - 2011: Live aus Berlin und Nur der Mond ist mein Zeuge (mit Reason) auf Silla Instinkt von Silla - 2011: Die Welt dreht sich (mit MoTrip) auf Ein Fall für zwei von DJ Sweap und DJ Pfund 500 - 2011: Star Wars auf Blackbook von Laas Unltd. - 2012: Die Straße lässt nicht los auf Berlin Crime von MC Bogy - 2012: Sind wir nicht alle ein bisschen… auf Ehrensache von Alpa Gun - 2012: Rap Casablanca und M-A-S-KULIN auf Die Passion Whisky von Silla - 2013: Berlin Atzen Posse auf Juice-CD #115 - 2013: Bruder – Das Original auf Ein bisschen Shizoe von Shizoe - 2013: Foreign Exchange (mit Cam’ron, Timati) auf Mega & Mayhem’s Excellent Adventure von S.A.S. - 2014: Immer noch ein Rapper auf Audio Anabolika von Silla - 2015: Zeigefinger, Karma, Der amerikanische Traum und Mein Zuhause auf Das Leben hat kein Air System von Jalil - 2015: Chromfelgen auf Die Jagd auf den König 3.0 von Separate - 2017: CCNDNA auf Black Friday von Bushido - 2017: Nie mehr broke (mit Sido) auf Racaille von Mortel - 2018: Diarabi Remix von Kaaris - 2018: 99DMs (mit Remoe), Packz (mit Olexesh), Alles Lit (mit Summer Cem) und Euro, Dolla, Yen (mit M.O.030) auf Black Panther von Jalil - 2018: Is OK OK (mit Remoe) auf MB4 von Manuellsen - 2019: Energie auf MOZONE von M.O.030 - 2019: Kugelsicherer Jugendlicher (mit Farid Bang) auf Kugelsicherer Jugendlicher von Play69 - 2020: Bundesweit auf King Kong von King Khalil - 2020: Public Enemies (mit Kollegah) auf Genkidama von Farid Bang - 2020: Olajuwon (mit Bass Sultan Hengzt und Sipo) auf Super Genkidama von Farid Bang - 2020: Casablanca (mit Haftbefehl) auf Cortado von Dú Maroc - 2021: Million Dollar A$$ auf Eure Mami von Katja Krasavice - 2021: Legendär und Kriminologie auf Ketten raus Kragen hoch von Bass Sultan Hengzt - 2021: Paris Saint Germain auf Asozialer Marokkaner von Farid Bang - 2021: Bad Vibez auf Gringoworld von Gringo |

### Freetracks
- 2001: Du Toy, ich tight (feat. Bushido und D-Bo) (Onlinefreetrack)
- 2005: Hollywoodtürke (Disstrack gegen Eko Fresh)
- 2005: Du Opfa (feat. B-Tight) (Disstrack gegen Eko Fresh)
- 2007: FlerMax Muzik (kostenloses Mixtape mit 27 Liedern von papafler.de)
- 2008: Wer will Streit (feat. Godsilla)
- 2008: Wo kommst du her? (feat. El-Mo) (Juice Exclusive)
- 2008: Grau (feat. Manuellsen)
- 2008: Hurensohn (feat. Reason und Godsilla)
- 2009: Baby (feat. Reason und Godsilla)
- 2009: Früher wart ihr Fans (feat. Godsilla und Kitty Kat) (Disstrack gegen Kollegah und Favorite)
- 2009: Schrei nach Liebe (Disstrack gegen Kollegah und Favorite)
- 2009: Ursache und Wirkung
- 2010: Erst Ghetto, dann Promi (16Bars-Exclusive)
- 2013: Mut zur Hässlichkeit
- 2013: Big in Berlin (mit Jihad)
- 2015: Netflix & Chilln (mit Money Boy)
- 2016: Unterwegs Remix (feat. Sentino & Ufo361)

## Statistik

### Chartauswertung
|                     | DE     | AT     | CH     |
| ------------------- | ------ | ------ | ------ |
| Nummer-eins-Alben   | DE6DE  | AT1AT  | CH2CH  |
| Top-10-Alben        | DE24DE | AT17AT | CH17CH |
| Alben in den Charts | DE28DE | AT26AT | CH26CH |

|                       | DE     | AT     | CH    |
| --------------------- | ------ | ------ | ----- |
| Nummer-eins-Singles   | DE—DE  | AT—AT  | CH—CH |
| Top-10-Singles        | DE3DE  | AT—AT  | CH—CH |
| Singles in den Charts | DE48DE | AT16AT | CH9CH |

### Auszeichnungen für Musikverkäufe
| Silberne Schallplatte - Europa (Impala) - 2007: für das Album Trendsetter - 2011: für das Album Fler - 2011: für das Album Fremd im eigenen Land | Goldene Schallplatte - Europa (Impala) - 2007: für die Single NDW 2005 |

| Land/RegionAuszeichnungen für Musikverkäufe (Land/Region, Auszeichnungen, Verkäufe, Quellen) | Silber     | Gold  | Platin | Verkäufe  | Quellen         |
| -------------------------------------------------------------------------------------------- | ---------- | ----- | ------ | --------- | --------------- |
| Europa (Impala)                                                                              | 3× Silber3 | Gold1 | —      | (170.000) | Einzelnachweise |
| Insgesamt                                                                                    | 3× Silber3 | Gold1 | —      |           |                 |